# Kodiak
 Der er for få eller ingen kildehenvisninger i denne artikel, hvilket er et problem. Du kan hjælpe ved at angive troværdige kilder til de påstande, som fremføres i artiklen.

Kodiak er en by i den amerikanske delstat Alaska. Den ligger på Kodiak Island i Kodiak Island Borough.
Byens totale areal er på 12,6 km² hvoraf 3,6 km² er vand. I 2000 havde byen 6.334 indbyggere. 
Kodiak blev først opdaget af russiske opdagelsesrejsende i 1763. I 1964 blev byen skadet af et jordskælv som dræbte 100 mennesker.